# Amfetamina
L'amfetamina (alfa-metilfeniletilammina) o anfetamina o anfetammina è un farmaco con proprietà anoressizzanti e psicostimolanti.
Veniva e viene tuttora utilizzata in alcuni Stati (come per esempio negli USA e in alcuni Stati europei) per il trattamento del disturbo da deficit di attenzione/iperattività (ADHD) nei bambini e negli adulti come antidepressivo, psicostimolante e anoressizzante.
Ha inoltre uso ricreativo per via delle sue proprietà euforizzanti e stimolanti e rappresenta perciò una sostanza psicotropa in grado di indurre dipendenza. Per tale motivo è quasi ovunque una sostanza controllata e in Italia è inserita nella tabella 1 della legge sulle sostanze stupefacenti e psicotrope.
Fino agli anni 1970 l'amfetamina e alcuni suoi analoghi sintetici erano venduti liberamente nelle farmacie come tonici.
È un analogo sintetico del neurotrasmettitore endogeno 2-feniletilammina.

## Descrizione
Dal punto di vista farmacologico esso è un agonista indiretto dei sistemi neurotrasmettitoriali monoamine (dopamina e noradrenalina in misura minore) soprattutto a livello centrale, poiché agisce sia come un substrato del trasportatore della dopamina (DAT) con la quale compete per il trasporto dallo spazio sinaptico al citoplasma, aumentandone quindi la concentrazione nel vallo intersinaptico, sia come inibitore del trasportatore vescicolare delle monoammine (VMAT), che impedendo il riempimento delle vescicole sinaptiche mediante l'inversione della direzione di trasporto dei suddetti trasportatori, induce il rilascio di neurotrasmettitori, in particolare dopamina e noradrenalina.
Questo causa un aumento della concentrazione citoplasmatica. Ha una discreta capacità inibitoria nei confronti delle monoammino ossidasi (MAO).
L'amfetamina e i relativi derivati fanno parte di una più vasta classe di composti denominati fenetilammine.
È basica e poco solubile in acqua; si scioglie meglio in etanolo ed etere etilico. I sali sono invece facilmente solubili. Viene infatti generalmente prodotta e commercializzata sotto forma del suo sale solfato racemo. Come tale si presenta come una polvere cristallina bianca, ha formula bruta C18H26N2·H2SO4 e numero CAS 60-13-9.
L'amfetamina è uno stimolante sintetico usato per:
- sopprimere l'appetito;
- controllare il peso;
- trattamento di disturbi mentali e comportamentali compresi narcolessia e ADHD (disturbo da deficit di attenzione/ iperattività).

È inoltre usata come stupefacente e per l'aumento di prestazioni fisiche (doping). Questi usi sono illegali nella maggior parte dei paesi.

## Storia
L'amfetamina fu sintetizzata nel 1887 dal chimico rumeno Lazăr Edeleanu. L'uso medico sperimentale delle amfetamine è cominciato negli anni trenta. È stato introdotto nella maggior parte del mondo sotto forma di Benzedrina verso la fine degli anni trenta.
Simpamina era il nome commerciale di un prodotto farmaceutico adrenergico derivato dall'amfetamina, prodotto dalla ditta Recordati e venduto in farmacia senza ricetta sino al 1972, ora non più disponibile.

## Abuso
Nel suo uso illegale la forma più diffusa oggi è lo speed (dall'inglese "velocità"). Lo speed può essere formato da anfetamine, sostanze metanfetaminiche, anfetamino-simili come l'efedrina. Il suo colore varia dal bianco, al giallo, al rosa, al marrone chiaro e dipende soprattutto dalle impurità contenute nei solventi usati nel processo chimico di realizzazione della sostanza.
- L'abuso dell'amfetamina causa dipendenza fisica e psicologica.
- L'abuso di lunga durata provoca esaurimento fisico e malnutrizione/denutrizione estrema fino alla cachessia e alla morte.

Dopo decenni di abuso, la FDA (Food and Drug Administration statunitense) ha vietato l'uso come stupefacente e l'ha limitata all'uso con prescrizione medica nel 1959. L'Italia è stata uno degli ultimi paesi europei a recepire la normativa. Oggi è invece fra le nazioni più restrittive e dopo il ritiro del Plegine nessun amfetaminico è in commercio.
Nella classifica di pericolosità delle varie droghe stilata dalla rivista medica Lancet, le amfetamine occupano l'ottavo posto.
Possibili effetti negativi sono disturbi cardiaci (tachicardia, battito cardiaco irregolare), perdita di appetito, ipertensione, allucinazioni, insonnia e psicosi paranoide perduranti per giorni.
Intossicazione lieve
- irrequietezza
- loquacità
- nausea
- bruxismo
- sudorazione
- tremori
- vomito
- insonnia
- midriasi
- diarrea
- cefalea
- secchezza delle fauci
- analgesia

Intossicazione media
- ipertensione
- aritmie
- tachipnea
- ipertermia
- sudorazione
- allucinazioni
- delirio
- stato confusionale

Intossicazione grave
- collasso
- convulsioni
- ipertermia
- coma
- cachessia